# Bobby Cannavale
Bobby Cannavale (Union City, New Jersey, 1970. május 3. –) kétszeres Primetime Emmy-díjas amerikai színész.
Legismertebb alakítása Jim Paxton a Marvel-moziuniverzum filmjeiben. 2004 és 2018 között szerepelt a Will és Grace című sorozatban, továbbá a 2015-ös A Hangya című filmben és a 2018-as A Hangya és a Darázs filmben is.

## Gyermekkora és tanulmányai
1970. május 3-án született. A New Jersey állambeli Union Cityben nőtt fel, Isabel és Salvatore "Sal" Cannavale fiaként. Édesapja olasz származású, míg édesanyja kubai, 1960-ban költöztek az Egyesült Államokba.
Katolikus szellemben nőtt fel. A St. Michael's katolikus iskolába járt, ahol számos iskolán kívüli tevékenységben vett részt, többek között ministrált és tagja volt a kórusnak. Nyolcéves korában megkapta az iskolai The Music Man című előadásban Winthrop szerepét, majd később egy gengsztert játszott a Guys and Dolls-ban, ami megalapozta a színészet iránti érdeklődését. Szülei 13 éves korában elváltak, és édesanyja Puerto Ricóba költözött a családjával. Az amerikai területen töltött két év után a floridai Margate-ben telepedtek le. 
1983 és 1986 között Cannavale a Coconut Creek High Schoolba járt, de végzősként a viselkedése miatt kirúgták. Ezután visszatért New Jerseybe a nagymamájához, hogy közelebb legyen New Yorkhoz, ahol elindíthatta színészi karrierjét. Nyári iskolába járt, hogy leérettségizhessen a Union Hill High Schoolban.

## Magánélete
1994 és 2003 között Jenny Lumet színésznő-forgatókönyvíró (Sidney Lumet rendező lánya és Lena Horne színésznő unokája) volt a felesége. Egy közös fiuk született, Jake Cannavale színész. Cannavale és Jake apa és fia szerepét kapták a Jackie nővér negyedik évadában.
2012 óta él kapcsolatban Rose Byrne ausztrál színésznővel. Első gyermekük 2016-ban, a második pedig 2017-ben született.

## Filmográfia

### Film
| Év   | Magyar cím                   | Eredeti cím                          | Szerep                         | Magyar hang          |
| ---- | ---------------------------- | ------------------------------------ | ------------------------------ | -------------------- |
| 1996 | Nem én vagyok Rappaport      | I'm Not Rappaport                    | Parkoló ügyfél                 |                      |
| 1996 | Manhattanre leszáll az éj    | Night Falls on Manhattan             | Vigoda asszisztens             |                      |
| 1999 | Gloria                       | Gloria                               | Jack Jesús Nuñez               | Dózsa Zoltán         |
| 1999 | A csontember                 | The Bone Collector                   | Steve, Amelia barátja          |                      |
| 2000 | Taxisok veszélyben           | 3 A.M.                               | Jose                           |                      |
| 2002 |                              | Washington Heights                   | Angel                          |                      |
| 2002 | A guru                       | The Guru                             | Randy                          |                      |
| 2003 | Az állomásfőnök              | The Station Agent                    | Joe Oramas                     | Görög László         |
| 2004 |                              | Fresh Cut Grass                      | Billy Pecchio                  |                      |
| 2004 | Menedék                      | Haven                                | hadnagy                        |                      |
| 2004 | Hölgyválasz                  | Shall We Dance                       | Chic                           | Csík Csaba Krisztián |
| 2004 |                              | The Breakup Artist                   | szomszéd                       |                      |
| 2005 |                              | Recipe for a Perfect Christmas       | Alex Stermadapolous            |                      |
| 2005 |                              | The Exonerated                       | Jesse Tafero                   |                      |
| 2005 | Hepiendek                    | Happy Endings                        | Javier Duran                   | Görög László         |
| 2005 | Románc és cigaretta          | Romance & Cigarettes                 | Fryburg                        | Vida Péter           |
| 2006 | Az éjszaka hangjai           | The Night Listener                   | Jess                           | Balázs Zoltán        |
| 2006 | Megetetett társadalom        | Fast Food Nation                     | Mike                           | Barabás Kiss Zoltán  |
| 2006 | Kígyók a fedélzeten          | Snakes on a Plane                    | Hank Harris                    | Betz István          |
| 2006 | Szerepszemle                 | 10 Items or Less                     | Bobby                          | Csankó Zoltán        |
| 2007 | Ördögi út a boldogsághoz     | Shortcut to Happiness                | rendőr                         |                      |
| 2007 | Nélküled nem megy            | Dedication                           | Don Meyers                     | Haagen Imre          |
| 2007 | Különleges indíték           | The Take                             | Steve Perelli                  | Fekete Ernő          |
| 2008 | Csökkent képesség            | Diminished Capacity                  | Lee Vivyan                     |                      |
| 2008 | Az előléptetés               | The Promotion                        | Dr. Timms                      | Bardóczy Attila      |
| 2008 | 100 halálos lépés            | 100 Feet                             | Shanks                         | Jakab Csaba          |
| 2009 | A pláza ásza                 | Paul Blart: Mall Cop                 | Kent parancsnok                | Dózsa Zoltán         |
| 2009 | A csendes bérgyilkos         | The Merry Gentleman                  | Michael                        | Kálid Artúr          |
| 2009 |                              | Brief Interviews with Hideous Men    | interjúalany                   |                      |
| 2009 |                              | Louis C.K.'s Last Chance (rövidfilm) | pornóproducer                  |                      |
| 2010 |                              | F—K (rövidfilm)                      | Bobby                          |                      |
| 2010 | Pancser Police               | The Other Guys                       | Jimmy                          | Király Attila        |
| 2010 |                              | Apples (rövidfilm)                   | Nino                           |                      |
| 2010 |                              | Weakness                             | Joshua Polansky                |                      |
| 2010 | Kihez menjek?                | Marry Me                             | Adam                           | Király Attila        |
| 2011 | Győzzünk már!                | Win Win                              | Terry Delfino                  | Király Attila        |
| 2011 |                              | Roadie                               | Randy Stevens                  |                      |
| 2013 | Movie 43: Botrányfilm        | Movie 43                             | Superman                       | Kapácsy Miklós       |
| 2013 | Parker                       | Parker                               | Jake Fernandez                 |                      |
| 2013 | Lovelace                     | Lovelace                             | Butchie Peraino                |                      |
| 2013 | Blue Jasmine                 | Blue Jasmine                         | Chili                          | Király Attila        |
| 2014 | A séf                        | Chef                                 | Tony                           | Király Attila        |
| 2014 | Adult Beginners              | Adult Beginners                      | Danny                          | Görög László         |
| 2014 | Annie                        | Annie                                | Guy                            | Debreczeny Csaba     |
| 2015 | Danny Collins                | Danny Collins                        | Tom Donnelly                   | Sörös Sándor         |
| 2015 | A kém                        | Spy                                  | Sergio De Luca                 | Varga Gábor          |
| 2015 | A Hangya                     | Ant-Man                              | Jim Paxton                     | Debreczeny Csaba     |
| 2015 | Megjött apuci!               | Daddy's Home                         | Emilio Francisco               | Fekete Ernő          |
| 2016 | Hogyan gondozd felebarátodat | The Fundamentals of Caring           | Cash (stáblistán nem szerepel) |                      |
| 2017 |                              | Hair (rövidfilm)                     | Bobby Cannavale                |                      |
| 2017 | A mogyoró-meló 2.            | The Nut Job 2: Nutty by Nature       | Frankie (hangja)               | Lippai László        |
| 2017 | Én, Tonya                    | I, Tonya                             | Martin Maddox                  | Makranczi Zalán      |
| 2017 | Jumanji – Vár a dzsungel     | Jumanji: Welcome to the Jungle       | Russell Van Pelt professzor    | Debreczeny Csaba     |
| 2017 | Ferdinánd                    | Ferdinand                            | Valiente (hangja)              | Debreczeny Csaba     |
| 2017 | Ferdinánd                    | Ferdinand                            | Valiente apja (hangja)         | Schneider Zoltán     |
| 2017 |                              | The Photographer (rövidfilm)         | fényképész                     |                      |
| 2018 | Családi szívás               | Boundaries                           | Leonard                        | Debreczeny Csaba     |
| 2018 | A Hangya és a Darázs         | Ant-Man and the Wasp                 | Jim Paxton                     | Debreczeny Csaba     |
| 2019 | Árva Brooklyn                | Motherless Brooklyn                  | Tony Vermonte                  | Görög László         |
| 2019 | Az ír                        | The Irishman                         | Borotva                        | Schmied Zoltán       |
| 2019 |                              | The Jesus Rolls                      | Petey                          |                      |
| 2019 |                              | Martha the Monster (rövidfilm)       | Kevin / Doormat (hangja)       |                      |
| 2020 | Szuperagy                    | Superintelligence                    | George Churchill               | Debreczeny Csaba     |
| 2021 | Tom és Jerry                 | Tom & Jerry                          | Cövek (Spike) (hangja)         | Schneider Zoltán     |
| 2021 | A lecsap csapat              | Thunder Force                        | William "A Király" Stevens     | Király Attila        |
| 2021 | Sokk                         | Jolt                                 | Vicars nyomozó                 |                      |
| 2021 |                              | This Is the Night                    | Frank Larocca                  |                      |
| 2021 | Énekelj! 2.                  | Sing 2                               | Jimmy Crystal (hangja)         | Pál András           |
| 2022 |                              | Seriously Red                        | Wilson                         |                      |
| 2022 |                              | Allswell in New York                 | Gabe                           |                      |
| 2022 | Szöszi                       | Blonde                               | Joe DiMaggio                   | Csankó Zoltán        |
| 2022 |                              | Angry Neighbors                      | Kevin                          |                      |
| 2023 | Ezra                         | Ezra                                 | Max Brandel                    | Debreczeny Csaba     |
| 2023 | Vén csókák                   | Old Dads                             | Connor Brody                   | Sarádi Zsolt         |
| 2023 |                              | Under the Boardwalk                  | Bobby (hangja)                 |                      |
| 2024 | MaXXXine                     | MaXXXine                             | Ben Torres nyomozó             | Debreczeny Csaba     |
| 2024 | Négy gólya                   | Incoming                             | Mr. Studebaker                 | Debreczeny Csaba     |
| 2024 |                              | Unstoppable                          | Rich                           |                      |

### Televízió
| Év        | Magyar cím                               | Eredeti cím                       | Szerep                                            | Megjegyzések                                                |
| --------- | ---------------------------------------- | --------------------------------- | ------------------------------------------------- | ----------------------------------------------------------- |
| 1998      | Harctéri harsonák                        | When Trumpets Fade                | Thomas Zenek százados                             | tévéfilm                                                    |
| 1999–2001 | Harmadik műszak                          | Third Watch                       | Roberto "Bobby" Caffey                            | - 38 epizód - magyar hangja: - Görög László                 |
| 2000      | Szex és New York                         | Sex and the City                  | Adam Ball                                         | 1 epizód (Ami könnyen jött, könnyen megy)                   |
| 2001–2002 |                                          | 100 Centre Street                 | Jeremiah Jellinek                                 | 5 epizód                                                    |
| 2002      | Esküdt ellenségek: Különleges ügyosztály | Law & Order: Special Victims Unit | Kyle Novacek                                      | 1 epizód: (Monogámia)                                       |
| 2002      | Ally McBeal                              | Ally McBeal                       | Wilson Jade                                       | 5 epizód                                                    |
| 2002–2007 | Esküdt ellenségek                        | Law & Order                       | Randy Porter / J.P. Lange                         | 2 epizód                                                    |
| 2003      |                                          | Kingpin                           | Chato Cadena                                      | minisorozat főszereplő (6 epizód)                           |
| 2003      |                                          | Mickeypalooza                     | önmaga                                            | különkiadás                                                 |
| 2003      | Esküdt ellenségek: Bűnös szándék         | Law & Order: Criminal Intent      | Julian Bello                                      | 1 epizód                                                    |
| 2003      | Oz                                       | Oz                                | Alonzo Torquemada                                 | 2 epizód                                                    |
| 2004      | Sírhant művek                            | Six Feet Under                    | Javier                                            | 3 epizód                                                    |
| 2004–2018 | Will és Grace                            | Will & Grace                      | Vince D'Angelo                                    | 17 epizód                                                   |
| 2005      |                                          | N.Y.-70                           | Niko Corso                                        | próbaepizód                                                 |
| 2005      |                                          | The Exonerated                    | Jesse Tafero                                      | tévéfilm                                                    |
| 2005      |                                          | Recipe for a Perfect Christmas    | Alex Stermadapolous                               | tévéfilm                                                    |
| 2007      |                                          | The War                           | Corado R. "Babe" Ciarlo (hangja)                  | minisorozat (2 epizód)                                      |
| 2007      |                                          | M.O.N.Y.                          | Joe Capanelli                                     | próbaepizód                                                 |
| 2008      | Rúzs és New York                         | Lipstick Jungle                   | Chris "Parks" Parker                              | 1 epizód (Hetedik fejezet)                                  |
| 2008–2009 | Döglött akták                            | Cold Case                         | Eddie Saccardo                                    | 7 epizód                                                    |
| 2009      | A szerelem nyilasa                       | Cupid                             | Trevor Pierce                                     | 7 epizód                                                    |
| 2010      | Amerikai fater                           | American Dad!                     | Chaz Miglachio (hangja)                           | 1 epizód (Zsaruk és Roger)                                  |
| 2010      |                                          | Louie                             | Chris                                             | 2 epizód                                                    |
| 2010      | Kihez menjek?                            | Marry Me                          | Adam                                              | - minisorozat (2 epizód) - magyar hangja: - Király Attila   |
| 2010–2011 | Zsaruvér                                 | Blue Bloods                       | Charles Rosselini                                 | 3 epizód                                                    |
| 2012      | Modern család                            | Modern Family                     | Lewis                                             | 1 epizód (Bohócok akcióban)                                 |
| 2012      | Boardwalk Empire – Gengszterkorzó        | Boardwalk Empire                  | Gyp Rosetti                                       | 11 epizód                                                   |
| 2012–2013 | Jackie nővér                             | Nurse Jackie                      | Dr. Mike Cruz                                     | 12 epizód                                                   |
| 2014      |                                          | Submissions Only                  | férfi papírral                                    | websorozat (1 epizód)                                       |
| 2014      | Robotcsirke                              | Robot Chicken                     | Rick Sanders / Sárga Robot / Ősi harcos (hangja)  | 1 epizód                                                    |
| 2016      | Bakelit                                  | Vinyl                             | Richie Finestra                                   | - főszereplő - magyar hangja:[forrás?] - Pál András         |
| 2017      | Master of None – Majdnem elég jó         | Master of None                    | Jeff                                              | 4 epizód                                                    |
| 2017      | Nyomozó elvtárs                          | Comrade Detective                 | Petre Bubescu                                     | 1 epizód                                                    |
| 2017–2019 | Mr. Robot                                | Mr. Robot                         | Irving                                            | 9 epizód                                                    |
| 2018      | Angie Tribeca – A törvény nemében        | Angie Tribeca                     | Angela "A.J." Giles Jr.                           | - 10 epizód - magyar hangja: - Sarádi Zsolt                 |
| 2018–2020 | BoJack Horseman                          | BoJack Horseman                   | Vance Waggoner (hangja)                           | 2 epizód                                                    |
| 2018–2020 | Hormonokkal túlfűtve                     | Big Mouth                         | Gavin the Hormone Monster / Nick ügynöke (hangja) | 3 epizód                                                    |
| 2018–2020 |                                          | Homecoming                        | Colin Belfast                                     | 11 epizód                                                   |
| 2019      |                                          | The Detour                        | Castro (hangja)                                   | 1 epizód                                                    |
| 2019      | SpongyaBob Kockanadrág                   | SpongeBob SquarePants             | Tony (hangja)                                     | 1 epizód                                                    |
| 2020      | Mrs. America                             | Mrs. America                      | Tom Snyder                                        | 1 epizód                                                    |
| 2021      | Kilenc idegen                            | Nine Perfect Strangers            | Tony Hogburn                                      | 8 epizód                                                    |
| 2022–2023 | Emberi erőforrások                       | Human Resources                   | Gavin Reeves / Guyvin Reeves (hangja)             | - 8 epizód - magyar hangja: - Gémes Antos                   |
| 2022      | Az utolsó filmcsillagok                  | The Last Movie Stars              | Elia Kazan (hangja)                               | 2 epizód                                                    |
| 2022      | A megfigyelő                             | The Watcher                       | Dean Brannock                                     | - főszereplő (7 epizód) - magyar hangja: - Debreczeny Csaba |
| 2023      |                                          | Bupkis                            | Tommy bácsi                                       | 2 epizód                                                    |